# Hughes Aircraft Company
Hughes Aircraft Company var en amerikansk producent af fly og helikoptere samt rumfartsudstyr og våbensystemer. Selskabet blev grundlagt i Glendale i Californien i 1932 af Howard Hughes som en selvstændig enhed af Hughes Tool Company. Selskabet er bl.a. kendt for flyet Hughes H-4 Hercules (Spruce Goose), rumfartøjet Galileo og luft-til-luft missilet AIM-4 Falcon.
Hughes Aircraft blev i 1985 købt af General Motors af Howard Hughes Medical Institute og lagt ind under Hughes Electronics, i dag kendt som DirecTV, indtil GM solgte disse aktiviteter til Raytheon i 1997.

## Historie
Hughes Aircraft Company blev grundlagt i 1932 som en division af den stærkt flyinteresserede Howard Hughes' virksomhed ToolCo. Hughes ønskede at udvikle et racerfly, der skulle kunne sætte hastighedsrekorder. Udviklingen af flyet begyndte kort efter grundlæggelsen af Hughes Aircraft Company og resulterede i et for datiden nyskabende strømlinet monoplan, Hughes H-1 Racer. Flyet satte hastighedsrekord under sin jomfruflyvning i 1935 og satte senere rekord som det hurtigste fly, der fløj over USA. Det amerikanske militær var dog ikke interesseret i konstruktionen, og flyet blev alene produceret i et enkelt eksemplar.
Under 2. verdenskrig udviklede og producerede Hughes Aircraft komponenter til den amerikanske flyindustri, ligesom virksomheden eksperimenterede med udviklingen af radarsystemer. Hughes Aircraft udviklede endvidere til militær brug en række flyprototyper, herunder det enorme søfly Hughes H-4 Hercules, "Spruce Goose", der den dag i dag fortsat er verdens største fly, der nogensinde har lettet. Andre konstruktioner var D-2, der blev videreudviklet til XF-11. Hughes Aircraft byggede under krigen en lang række fly og flydele designet af andre konstruktører, herunder dele til B-25-bombeflyet. Ved 2. verdenskrigs begyndelse beskæftigede Hughes Aircraft fire fuldtidsansatte; ved slutningen var 80.000 mand ansat.

### Efter 2. verdenskrig
Hughes Aircraft havde været en stor leverandør af flykomponenter til militærfly under krigen, men umiddelbart efter faldt efterspørgslen og i 1947 beskæftigede virksomheden blot 800 medarbejdere. Samtidig blev virksomheden fra visse politikere udsat for kraftig kritik som følge af de fejlslagne udviklingsprojekter med H-4 Hercules og rekognosceringsflyet XF-11. Det blev nedsat en undersøgelseskomite med offentlige tv-transmitterede høringer i Senatet, men trods en stærkt kritisk rapport fra komitéen, blev der ikke rejst krav mod Hughes Aircraft.:198-207,259 
Selskabet rettede herefter sit fokus mod elektronikindustrien, der var i rivende udvikling. I 1948 etablerede Hughes divisionen Aerospace Group, der blev delt i Hughes Space and Communications Group
og Hughes Space Systems Division. Divisionen udviklede systemer til brandbekæmpelse i fly og udviklede et styret luft-til-luft missil, F-98, der senere blev videreudviklet til AIM-4 Falcon, der blev et af de mest benyttede luft-til-luft missiler af det amerikanske flyvevåben helt frem til 1980'erne. I 1951 byggede Hughes Aircraft en fabrik i Tucson i Arizona til fremstilling af misiler. Årsagen til flytningen fra Californien var Hughes' bekymring for, at bygningerne på vestkysten i Californien var for sårbare for fjendtlige angreb.
Hughes Aircraft voksede i denne periode, hvor der blev ansat 3.300 medarbejdere med en Ph.d., ligesom Hughes ansatte Ira Eaker, Harold L. George og Tex Thornton til at lede selskabet. I 1953 havde selskabet 17.000 ansatte og offentlige kontrakter for 600 mio. $.:259-269  Samme år overdrog Howard Hughes selskabet til fonden Howard Hughes Medical Institute (HHMI), angiveligt for at undgå beskatning i det succesfulde Hughes Aircraft Company. Året efter blev L.A. "Pat" Hyland ansat som vice-direktør i selskabet og under Pat Hylands ledelse (han overtog den fulde ledelse ved Hughes død i 1976) voksede selskabet fortsat. Fokus blev lagt på Aerospace Group, der udviklede avancerede systemer til bl.a. radar, optiske sensorer, lasere, flycomputere, software, missilsystemer m.m.

### Hughes' fremstilling af helikoptere
I 1947 skiftede Hughes Aircraft fokus fra flyfremstilling til fremstilling af helikoptere og Hughes overtog i 1948 en række helikopterdesign fra producenten Kellett Aircraft Co. Hughes XH-17 "Sky Crane" fløj første gang i oktober 1952, men var en kommerciel fiasko. I 1955 blev helikopterproduktionen udskilt fra Hughes Aircraft Company og lagt ind under Hughes Tool Company under navnet Hughes Tool Company's Aircraft Division. Helikopterproduktionen fremstillede lette helikoptere, særlig modellerne Hughes 269/300 og OH-6 Cayuse/Hughes 500.
Hughes Helicopters blev i 1984 solgt til McDonnell Douglas for $500 mio. og tog herefter navnet McDonnell Douglas Helicopters.

### Rumfart og satellitter
I divisionen Hughes Space and Communications Group fremstillede virksomheden kommunikations- og vejrsatellitter. Hughes Surveyor 1 var det første rumfartøj, der foretog en blød landing på Månen som forberedelse til månelandingerne under Apollo-programmet. Hughes byggede også Pioneer Venus i 1978, der foretog den første radar-måling af Venus' overflade samt rumsonden Galileo, der fløj til Jupiter i 1990'erne.
I 2000 byggede selskabet næsten 40% af alle kommercielle satellitter.

## Efter Howard Hughes’ død
Howard Hughes døde i 1976 uden at efterlade et testamente. Der opstod herefter en magtkamp i bestyrelsen af fonden HHMI over kontrollen over fonden, ligesom myndighederne i Delaware krævede indflydelse på bestyrelsens sammensætning for at sikre, at fonden levede op til sine forpligtelser til at foretage uddelinger til velgørende formål og ikke blot være et instrument til at opnå skattefrihed.
Efter en retssag fik myndighederne i januar 1984 ret til at udpege fondens medlemmer, fordi Hughes ikke havde efterladt sig en plan for, hvorledes fonden skulle drives efter hans død. Der blev herefter udpeget nye bestyrelsesmedlemmer i HHMI, der i januar 1985 oplyste, at Hughes Aircraft Company skulle børsnoteres eller sælges. Den 5. juni 1985 blev det offentliggjort, at HHMI solgte Hughes Aircraft til General Motors for 5,2 milliarder dollars. Selskabet blev lagt sammen med GM's Delco Electronics og blev til Hughes Electronics Corporation.

### Hughes Electronics Corporation
Under GM’s ejerskab købte Hughes Electronics i august 1992 General Dynamics' missilvirksomhed for 450 mio. dollars, Hughes Electronics overtog derved udvikling og produktion af bl.a. missilerne Tomahawk Cruise Missile, Advanced Cruise Missile, Standard missile, Stinger, Phalanx Close-in weapon system og Rolling Airframe Missile.
I 1994 introducerede Hughes Electronics DirecTV, verdens første DBS-tjeneste og allerede året efter var Hughes Electronics den største udbyder af kommercielle satellitter. I 1996 blev Hughes' satellitvirksomhed fusioneret med PanAmSat og under dette navn børsintroduceret med Hughes Electronics som hovedejeren.
I 1995 frasolgte GM afdelingen 'Industrial Products Division' (samling og test) til en investorgruppe ledet af Citicorp til Palomar Technologies. I 1997 solgte GM Delco Electronics til Delphi Automotive Systems og senere samme år solgte GM størstedelen af Hughes Electoronics til Raytheon for 9,5 milliard $. GM beholdt enkelte dele af Hughes Electronics, der blev integreret i GM.
I 2000 købte Boeing tre enheder ud af Raytheons Hughes Electronics: Hughes Space and Communications Co., Hughes Electron Dynamics og Spectrolab samt Hughes Electronics' forskningslaboratorium. Enhederne blev integreret i Boeing Satellite Systems, der er en del af Boeing Integrated Defense Systems.
I 2003 blev de sidste dele af Hughes Electronics (DirecTV, DirecTV Latin America, PanAmSat, Hughes Network Systems) solgt af GM til News Corporation, der videreførte aktiviteterne under navnet The DirecTV Group.